# Tatum Brown
Tatum Brown (ur. 13 lipca 1978 w Waszyngtonie) – amerykańska koszykarka grająca na pozycji środkowej.
Od sezonu 2011 zawodniczka polskiego klubu Ford Germaz Ekstraklasy – AZS PWSZ Gorzów Wielkopolski.

## Kluby
- 2003-2004 -  Washington Mystics
- 2007-2008 -  ESB Villeneuve d’Ascq Lille Metropole
- 2008-2009 -  Ibiza Sport Island
- 2009-2010 -  Maccabi Ra’ananna
- 2010-2011 -  Samsunspor Basketbol
- od 2011 –  AZS PWSZ Gorzów Wielkopolski